# Вебер, Юджин
Юджин Вебер (Eugen Joseph Weber; 24 апреля 1925, Бухарест — 17 мая 2007, Брентвуд, Калифорния или Лос-Анджелес, Калифорния) — американский историк румынского происхождения, специалист по западной цивилизации, в частности по современной Франции.
Эмерит-профессор Калифорнийского университета в Лос-Анджелесе, с которым связана практически вся его карьера, с 1956 года, заведовал там кафедрой истории. Член Американского философского общества.
Его самой влиятельной книгой была, вероятно, Peasants Into Frenchmen: The Modernization of Rural France, 1870—1914 (1976). Известность получил исторический телесериал PBS Western tradition, для которого О. Вебер выступил ведущим.

## Биография
Родился единственным ребёнком в семье промышленника Эммануила Вебера и его супруги Сони. (Как отмечают: «Хотя его юность прошла в Румынии, у Вебера не было ностальгических воспоминаний о ней»; а его родители сумели переправиться в Канаду незадолго до начала войны, успешно продав перед отъездом большую часть семейного имущества.)
В возрасте 12 лет отправлен в школу-интернат в Херн-Бей, что на Юго-Востоке Англии, а затем в Ashville College. После завершения последнего в 1943 году поступил на службу в британскую армию и служил в Бельгии, Индии и оккупированной Германии. Дослужился до капитана в Собственном Королевском шотландском пограничном полку. После окончания службы в 1947 году поступил в Кембриджский университет (в Эммануил-колледж). Во время учебы там провел год в Париже, где занимался в Институте политических исследований. В Кембридже получил степени бакалавра B.A. (1950) и две магистерских — M.A. (1953) и M. Litt. (1955). Однако его докторская диссертация по истории Франции была там отклонена; на ее основе он выпустит свою первую книгу (1959). Учился у Рауля Жирарде.
После преподавания в Университете Альберты и Университете Айовы числился в Калифорнийском университете в Лос-Анджелесе с 1956 года, заведовал кафедрой истории и в 1976 году являлся деканом по социальным наукам, а также деканом UCLA College of Letters and Science (1977-82); являлся именным профессором (Joan Palevsky Professor), впоследствии эмерит. Удостоился Distinguished Teaching Award (1992). Занял первую спонсированную кафедру современной европейской истории, которая впоследствии получит его имя (будет названа в его честь; ныне эту кафедру занимает Линн Хант). С 1993 года в отставке. Назывался — возможно, самым известным американским франковедом современной Франции. Член Американской академии искусств и наук. Удостоен Award for Scholarly Distinction от AHA (2000). Критиковал марксизм и, как отмечают, не любил государство.
Автор более десятка работ, в частности учебников-бестселлеров A Modern History of Europe (1971) и Europe Since 1715: A Modern History (1972). Первая книга — The Nationalist Revival in France: 1905—1914 (1959). В 1962 году выпустил свою вторую книгу. В 1976 году вышла его последняя крупная работа (Peasants into Frenchmen. The modernization of rural France 1870—1914, Stanford University Press).
Труды переводились на ряд языков.
Женился в 1950 году; с будущей супругой-француженкой познакомились в Лондоне, она будет ему не просто женой, а интеллектуальной соратницей.
Умер от рака поджелудочной железы. Некрологи вышли в газетах «Лос-Анджелес таймс», «Нью-Йорк таймс», «Вашингтон пост», «Стар» (Торонто), «Интернэшнл геральд трибюн», «Гардиан» (Julian T. Jackson), «Фигаро» и «Ле Монд». В «Нью-Йорк таймс» — и не только там — отмечалось, что он помог сделать кафедру истории Калифорнийского университета в Лос-Анджелесе одной из лучших в стране.